# سيرين للطيران
سيرين للطيران هي شركة طيران باكستانية خاصة، بدأت عملياتها في يناير 2017، وهي تُسير رحلات داخلية فقط في باكستان، ولا تُسير أي رحلات دولية.

## الأسطول
| الطائرة       | في الخدمة | عدد المقاعد |
| ------------- | --------- | ----------- |
| بوينغ 800-737 | 3         | 184         |

## الوجهات
| المدينة    | المطار                  |
| ---------- | ----------------------- |
| إسلام آباد | مطار إسلام آباد الدولي  |
| كراتشي     | مطار جناح الدولي        |
| لاهور      | مطار علامه إقبال الدولي |
| فيصل آباد  | مطار فيصل آباد الدولي   |
| بيشاور     | مطار باجا خان الدولي    |
| كويته      | مطار كويته الدولي       |